# Sexta-Feira Sangrenta (2015)
Em 26 de junho de 2015, ocorreram ataques na França, Kuwait e Tunísia, um dia após um massacre mortal na Síria. O dia dos ataques foi apelidado de "sexta-feira sangrenta" pela mídia anglófona e "sexta-feira negra" (francês: Vendredi Noir) entre a mídia francófona na Europa e no norte da África.
Um ataque em um resort de praia na Tunísia matou 39; um bombardeio em uma mesquita xiita na cidade do Kuwait matou 27 e feriu vários; enquanto em Kobanî um massacre em larga escala pelo EIIS resultou em mais de 223 civis assassinados, em linha com mais de 79 agressores (incluindo 13 homens-bomba) e 23 milicianos curdos, considerado o segundo maior massacre do EIIS desde o verão de 2014; um atentado suicida do EIIS em Al-Hasakeh, também na Síria, resultou em 20 mortes; Militantes do Al-Shabaab mataram 70 soldados da União Africana do Burundi em Leego, Somália; finalmente, um homem foi decapitado, enquanto vários ficaram feridos durante o ataque de Saint-Quentin-Fallavier na França.
O líder sênior do Estado Islâmico do Iraque e do Levante, Abu Mohammad al-Adnani, divulgou uma mensagem de áudio três dias antes, encorajando militantes de todos os lugares a atacar durante o mês do Ramadã. EIIS também reivindicou a responsabilidade pelos ataques na Tunísia, Síria e Kuwait.
De acordo com o The Guardian, não há evidências de que os ataques tenham sido coordenados entre os perpetradores, mas o momento em que ocorreram em um único dia recebeu cobertura significativa. Um analista de segurança disse que os ataques foram "um dia sem precedentes para o terrorismo". No total, mais de 403 pessoas morreram e 336 ficaram feridas, sem incluir os agressores envolvidos.